# Terry de la Mesa Allen
El major general Terry de la Mesa Allen   (Utah, 1 d'abril de 1888 - El Paso, 12 de setembre de 1969) fou un oficial de l'Exèrcit dels Estats Units que va lluitar tant a la Primera Guerra Mundial com a la Segona Guerra Mundial. Durant la Primera Guerra Mundial va comandar un batalló d'infanteria amb tan sols 30 anys i va ser ferit dues vegades i, amb l'entrada dels Estats Units a la Segona Guerra Mundial, a finals de 1941, va comandar la 1a Divisió d'Infanteria al Nord d'Àfrica i Sicília des del maig de 1942 fins a l'agost de 1943. Més tard va dirigir la 104a Divisió d'Infanteria com a comandant de la divisió, càrrec que va ocupar fins al final de la guerra el 1945.

## Primers anys

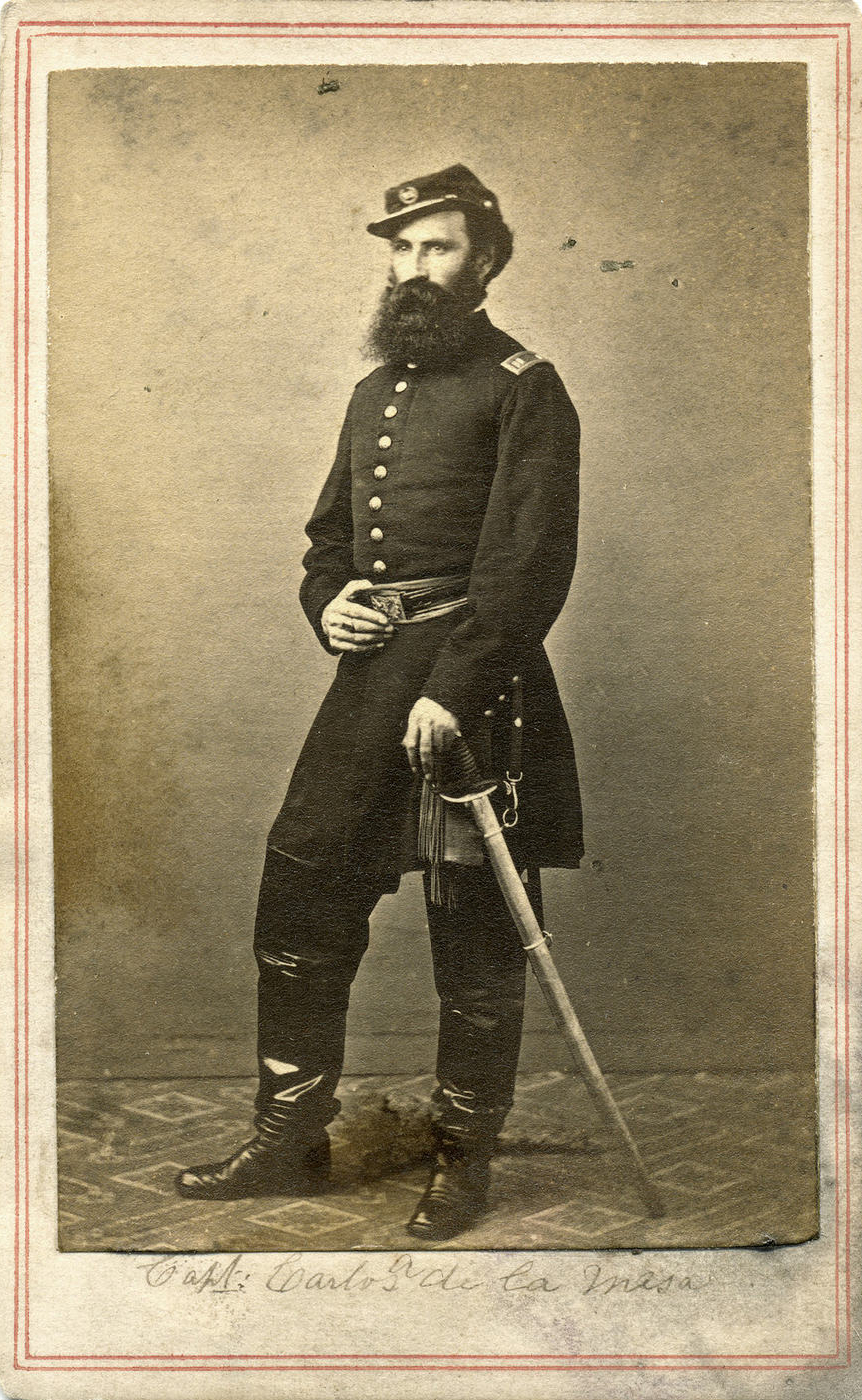
Carlos Alvarez de la Mesa

Allen va néixer a Fort Douglas, Utah, fill del coronel Samuel Allen i Consuelo "Conchita" Álvarez de la Mesa. La família d'Allen tenia una llarga tradició militar. A més del seu pare, l'avi matern d'Allen era el coronel Carlos Álvarez de la Mesa, un nacional espanyol que va lluitar a Gettysburg per a l'Exèrcit de la Unió a la Companyia Espanyola de la "Guàrdia Garibaldi", coneguda oficialment com el 39è Regiment d'Infanteria de Voluntaria de Nova York, durant la Guerra Civil Americana. Allen va créixer en diverses bases militars degut a la carrera militar del seu pare i el 1907 va rebre un nomenament a l'Acadèmia Militar dels Estats Units (West Point) a Nova York. A diferència de la majoria dels generals estatunidencs de la Segona Guerra Mundial, Allen era catòlic.

## Primera anys de carrera militar
Tres factors van afectar l'estada d'Allen a West Point que portarien al seu acomiadament: començar a tartamudejar, cosa que el fer quedar-se enrere en les classes; suspendre les matemàtiques del segon curs i fallar en un curs d'artilleria.
Això el va dur a matricular-se a la Universitat Catòlica d'Amèrica a Washington, DC, on es va llicenciar en Bachelor of Arts el 1912. Posteriorment tornà a entrar a l'exèrcit dels Estats Units i després d'aprovar l'examen d'oficial fou nomenat segon tinent de cavalleria i assignat a Fort Myer, Virgínia. El 1913 va ser reassignat al 14è Regiment de Cavalleria a Eagle Pass, Texas, on va servir fins al 1917. Durant aquest temps va perseguir i capturar contrabandistes de municions i va servir en tasques de la frontera. Va ser ascendit a tinent l'1 de juliol de 1916 i a capità el 15 de maig de 1917, tan sols sis setmanes després de l'entrada dels Estats Units a la Primera Guerra Mundial.

## Primera Guerra Mundial
Un any després que els Estats Units declaressin la guerra a Alemanya Allen continuava als Estats Units, passant la major part de l'estona formant els nombrosos reclutes que s'allistaven a l'exèrcit. Tement que passaria la guerra a casa, entrenant tropes, va demanar un trasllat. Finalment va ser assignat al 315è Tren de Municions. La unitat estava adscrita a la 90a Divisió d'Infanteria, amb la responsabilitat clau de transportar artilleria a les línies del front.
Allen va ser assignat al 3r Batalló del 358è Regiment, que també formava part de la 90a Divisió que havia estat enviada per reforçar les Forces Expedicionàries Americanes al front occidental. Allen va dirigir el batalló a la batalla de Saint-Mihiel a mitjans de setembre i més tard durant l'ofensiva del Mosa-Argonne, la batalla més gran de la història de l'exèrcit estatunidenc. Va ser durant aquesta breu, però amarga campanya, quan Allen va començar a desenvolupar la seva preferència per les operacions nocturnes.
Allen va romandre amb des Forces Expedicionàries Americanes a França fins a l'armistici de l'11 de novembre de 1918. El dia de l'armistici, tot i que Allen i la seva divisió havien rebut ordres d'aturar les seves operacions, altres unitats estatunidenques, en particular les divisions 2a, 79a, 81a i 89a, van continuar atacant fins a les 11 del matí, quan havia d'arribar l'armistici, perdent homes sense cap motiu.
Allen va rebre una Estrella de Plata i un Cor Porpra per les seves accions durant la guerra. Després va servir a l'Exèrcit d'Ocupació a Alemanya fins al 1920, quan va tornar als Estats Units.

## Períodes d'entreguerres
En tornar als Estats Units el seu grau temporal de major va ser revertit a capità fins a l'1 de juliol de 1920, quan va ser ascendit al grau permanent de major. Va servir a Camp Travis i més tard a Fort McIntosh, a Texas. El 1920 va prendre part en els Jocs Olímpics d'Anvers, on va disputar la competició de polo. En ella guanyà la medalla de bronze formant equip amb Arthur Harris, John Montgomery i Nelson Margetts. El 1922 va ser assignat a la 61a Divisió de Cavalleria, a Nova York.
Va continuar fent cursos relacionats amb l'exèrcit en diferents escoles militars. Durant la seva estada a l'escola d'infanteria va entrar en contacte amb el tinent coronel George C. Marshall, el subdirector de l'escola, que es va formar molt bona opinió d'Allen. El 1928 es va casar amb Mary Frances Robinson d'El Paso, Texas amb qui el 1929 va tenir un fill, Terry Allen Jr.
L'agost de 1934 va entrar a estudiar a l'Army War College, d'on es va graduar, juntament amb una vuitantena d'estudiants més, el juny de 1935. L'1 d'agost de 1935 va ser ascendit a tinent coronel i es va convertir en instructor a l'escola de cavalleria de l'exèrcit dels Estats Units a Fort Riley, Kansas. El 1939 va publicar '"Reconnaissance by horse cavalry regiments and smaller units".
L'1 d'octubre de 1940, durant la Segona Guerra Mundial, George Marshall, ara Cap de l'Estat Major de l'Exèrcit dels Estats Units, va ascendir Allen a general de brigada, sense passar pel grau de coronel, i el va posar al comandament de la 3a Brigada de Cavalleria. D'abril a maig de 1941 va comandar la 2a Divisió de Cavalleria. Després passà a ser assistent del comandant de la divisió de la 36a Divisió d'Infanteria, una formació de la Guàrdia Nacional de l'Exèrcit de Texas.

## Segona Guerra Mundial

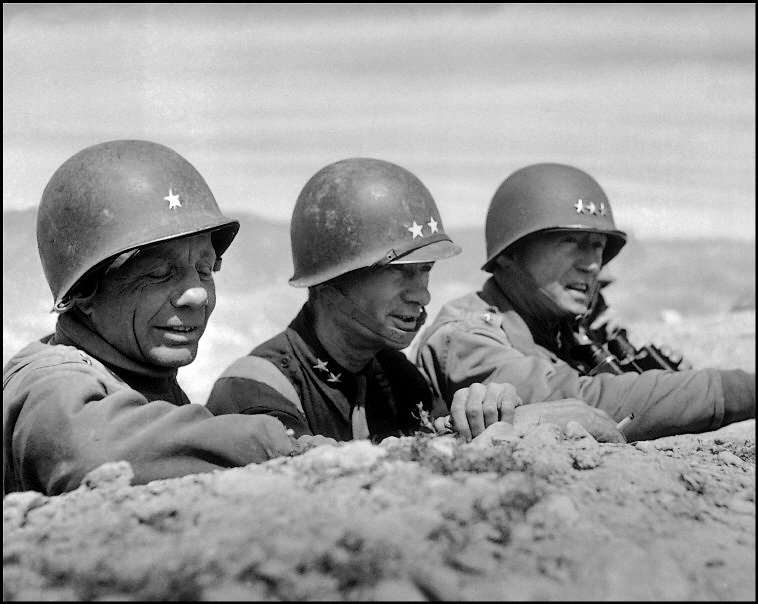
D'esquerra a dreta, el general de brigada Theodore Roosevelt Jr., el major general Terry Allen i el tinent general George S. Patton, març de 1943.

El maig de 1942, cinc mesos després de l'atac japonès a Pearl Harbor i la posterior declaració de guerra a Alemanya dels Estats Units, Allen va ser ascendit a major general i va rebre el comandament de la 1a Divisió d'Infanteria.
La 1a Divisió d'Infanteria d'Allen va ser enviada aviada al Regne Unit, on es van sotmetre a un entrenament de combat addicional, que incloïa entrenament en operacions amfíbies. Allen i el general de brigada Theodore Roosevelt Jr. (fill de l'antic president Theodore Roosevelt), es van distingir com a líders de combat. L'estil de lideratge descarat i informal d'Allen li va donar molt de respecte i lleialtat per part dels homes de la seva divisió, que van adoptar de tot cor el seu èmfasi en l'agressivitat i l'efectivitat del combat més que en les aparicions militars. Un altre oficial notable sota el seu comandament va ser el seu cap d'estat major, el coronel Norman Cota, que més tard seria general de divisió, recordat pel seu lideratge a la platja d'Omaha durant la invasió de Normandia el 6 de juny de 1944, més conegut com el dia D.

### Nord d'Àfrica
La 1a Divisió va participar en la invasió del nord d'Àfrica francès. La divisió va aterrar a Orà, Algèria, el 8 de novembre de 1942, com a part de l'Operació Torxa sota el comandament del major general Lloyd Fredendall. Quan s'acabà l'operació Torxa la divisió havia patit 418 baixes, totes en batalla. D'aquestes, 94 eren morts, 73 foren ferits greus, 178 ferits lleus i 75 desapareguts. La divisió va tenir combats molt durs durant la posterior Campanya de Tunísia, fins al 9 de maig de 1943. Quatre dies més tard es va produir la rendició de les forces de l'Eix que quedaven al país, gairebé 250.000 soldats alemanys i italians. Els últims dies en acció al nord d'Àfrica la divisió d'Allen va patir un es 2.000 baixes.
Al juliol de 1943 la divisió va participar en la invasió aliada de Sicília, anomenada Operació Husky. En una carta del 3 de març de 1943 a Marshall, el general Dwight D. "Ike" Eisenhower, el comandant suprem aliat al nord d'Àfrica, va expressar la seva confiança en els dos líders de la 1a Divisió d'Infanteria: "Terry Allen sembla estar fent un treball satisfactori; també el fa Roosevelt". Malgrat els èxits d'Allen, el major general Omar Bradley, el comandant del II Cos, va ser molt crític amb l'estil de lideratge d'Allen i Roosevelt en temps de guerra, sobretot al voltant de la disciplina del grup.

### Campanya a Sicília
El ressentiment de Bradley cap a Allen contrasta notablement amb l'opinió de George S. Patton, el comandant del Setè Exèrcit dels Estats Units a Sicília, que també havia comandat breument el II Cos després que Fredendall fos acomiadat. Tot i que Patton i Allen sovint discutien i fins i tot s'insultaven, sobretot quan parlaven de tàctiques i estils de lideratge, el primer reconeixia la competència d'Allen per construir una divisió de lluita.
Amb Patton ocupat amb l' evacuació alemanya de Messina i responent a les consultes oficials sobre la seva bufetada a un soldat, Bradley va aprofitar l'oportunitat per demanar permís al general Eisenhower per treure a Allen i Roosevelt dels seus comandaments. Bradley va justificar la seva petició afirmant que era necessari un canvi de comandament superior a la 1a Divisió després del fracàs de l' assalt inicial a Troina per part de la divisió. En realitat, el primer assalt a Troina l'havia dut a terme la 39a d'infanteria, una unitat de la 9a divisió d'infanteria del major general Manton S. Eddy que havia estat temporalment adscrita a la 1a divisió d'Allen pocs dies abans de l'atac. Tanmateix, va servir com a pretext convenient per fer fora a Allen, l'estil de comandament arrogant i independent del qual, tot i que demostrava ser efectiu, va xocar amb la idea de Bradley d'un comandant.
El 7 d'agost de 1943 Allen va ser substituït com a comandant de la 1a Divisió d'Infanteria pel general de comandament Clarence R. Huebner que, com Allen, era un veterà de la Primera Guerra Mundial que havia servit amb la 1a Divisió durant tota la guerra, mentre que Roosevelt va ser succeït per Willard G. Wyman. Posteriorment Huebner va dirigir la divisió al desembarcament de Normandia el 6 de juny de 1944. En una carta escrita a un amic uns mesos més tard, Allen no va mostrar cap retret sobre aquests canvis.

### 104a Divisió d'Infanteria
Allen va aparèixer a la portada de la revista Time el 9 d'agost de 1943. Va tornar als Estats Units i el 15 d'octubre de 1943 va assumir el seu nou comandament al capdavant de la 104a Divisió d'Infanteria, coneguda com la Divisió Timberwolf. Tot i ser rellevat del comandament de la 1a Divisió d'Infanteria, Allen va continuar amb el seu propi estil de lideratge. Els antics veterans de la divisió el recordaven com "confiat, tossut, decidit i agressiu".  Al mateix temps, Allen va donar ordres que no toleraria tropes sense afaitar o descuidades.
Uns 34.000 homes van acabar servint a la divisió sota el comandament d'Allen, lluitant durant 195 dies consecutius després d'aterrar a França el 7 de setembre de 1944. Va ser la primera divisió que va viatjar directament a França des de Nova York. La primera acció de la divisió va tenir lloc l'octubre de 1944 durant la presa d'Achtmaal i Zundert als Països Baixos. Després va avançar a través de la línia Sigfrid fins al Rin, creuant el riu Inde fins a Colònia. Al llarg del seu comandament de la divisió, Allen va continuar mostrant la seva independència i un sincer menyspreu per les regulacions que interferien amb la preparació al combat, un tret que ja no semblava enfurismar els seus oficials superiors.

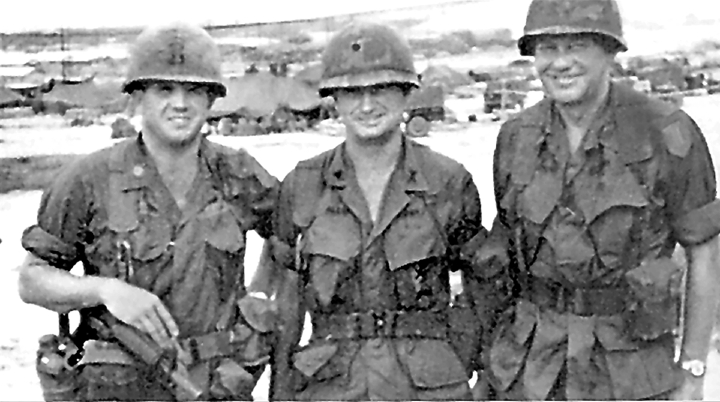
D'esquerra a dreta: el major James Shelton, el tinent coronel Terry Allen Jr. i el sergent major Francis Dowling van posar per a una fotografia. Tant Allen com Dowling van morir el 17 d'octubre de 1967.

El juny de 1946, més d'un any després del Dia de la Victòria a Europa i el final de la Segona Guerra Mundial a Europa, la 104a Divisió d'Infanteria va tornar als Estats Units on va ser desactivada.

## Darrers anys
Allen es va retirar de l'exèrcit el 31 d'agost de 1946. Durant uns quants anys va treballar com a representant de diverses companyies d'assegurances a El Paso i va ser actiu en afers cívics i en organitzacions veteranes. L'octubre de 1967 el fill d'Allen, el tinent coronel Terry de la Mesa Allen Jr., va morir a la guerra del Vietnam mentre comandava el 2n Batalló, 28è Regiment d'Infanteria, una unitat de la 1a Divisió d'Infanteria que el seu pare havia comandat durant la Segona Guerra Mundial.
La seva salut va decaure molt ràpidament després de la mort del seu fil i va desenvolupar una afecció cardíaca, que es va agreujar amb diversos ictus. Allen va morir de causes naturals el 12 de setembre de 1969, a El Paso, Texas, als 81 anys. Va ser enterrat, amb el seu fill i la seva dona, al cementiri nacional de Fort Bliss.

## Dates d'ascens
Tinent segon - 1912
 Tinent primer - 1 de juliol de 1916
 Capità - 15 de maig de 1917
 Major - 1 de juliol de 1920
 Tinent Coronel - 1 d'agost de 1935
 Coronel - 18 de juliol de 1942
 General de brigada - 1 d'octubre de 1940
 Major General - 26 de juny de 1942 (definitiu: 31 d'agost de 1946)

## Condecoracions
Medalla del Servei Distingit a l'Exèrcit amb una fulla de roure
 Estrella de Plata
 Legió del Mèrit
 Cor Porpra
 Medalla del Servei a la Frontera de Mèxic
 Medalla de la Victòria a la I Guerra Mundial
 Medalla de l'Exèrcit del Servei d'Ocupació
 Medalla del Servei de Defensa Americana
 Medalla de la Campanya Americana
 Medalla de la Campanya Europea-Africana-Orient Mitjà amb 1 estrella de plata i 4 de bronze
 Medalla de la Victòria a la II Guerra Mundial
 Medalla de l'Exèrcit del Servei d'Ocupació
 Company de l'orde del Bany (Regne Unit)
 Cavaller de la Legió d'Honor (França)
 Creu de Guerra 1939-1945 amb palma (França)
Medalla di St. Mihiel (França)
 Orde de Suvorov de 2a classe (Unió Soviètica)